# Есте Лодер
Есте Лодер (Њујорк, 1. јул 1906 — Менхетн, 24. април 2004) била је америчка бизнисменка и оснивач истоимене компаније.

## Младост
Есте Лодер рођена је 1. јула 1906. године у Њујорку, САД. Отац јој је био чешки Јеврејин Макс Менцер, а мајка мађарска Јеврејка Роза Менцер. Држали су гвожђарницу. Својој ћерки дали су име Џозефин Естер. Касније је Есте скинула слово „р“ јер јој је тако име звучало више француски. Естин ујак Џон Шоц био је хемичар. Упознато је Есте са начином израде крема, сапуна и сл. Есте је убрзо продавала сапуне и помаде која је сама правила.

## Рад
Године 1930. Есте се удала за Џозефа Лодера и постала његов ортак. Посао им је цветао. Касније су закупили и продавницу у Петој авенији (1948). Бројне парфимерије и робне куће склапале су уговоре са Естер. Године 1953. Есте је уз помоћ својих хемичара технолога направила славни мирис „Youth Dew” (Роса младости). Овај мирис био је омиљени мирис власнице компаније. 
За свој рад, Есте Лотер добила је многа признања: Председничку медаљу за слободу, француски одред Легије части, Златну медаљу Париза, награду медицинског факултета „Алберт Ајнштајн“. Године 2002. проглашена је за међународног бизнис лидера. Претрпела је и значајне губитке када су палестински политички активисти у САД позвали на бојкот производа предузећа „Есте Лодер“ јер је Естин син био присталица израелске политике. 
Године 1988. Есте Лодер је имала прилику да угости супругу совјетског председника Михаила Горбачова, Раису Горбачов. 
Есте Лодер је 1964. године покренула козметичку кућу „Арамис“, а пар година касније и „Клиник“. И поред „гвоздене завесе“ продавала је своје поризводе у СССР. Из посла се повукла 1995. године. Њено предузеће запошљавало је 20.000 људи. Преминула је 2004. године. 